# Bay 50th Street (métro de New York)
La station Bay 50th Street est une station locale de la BMT West End Line du métro de New York, située à l'intersection de Bay 50th Street et Stillwell Avenue dans le quartier de Gravesend à Brooklyn. Elle est desservie en tout temps par la ligne D. Il se trouve en face également du campus de l'école secondaire John Dewey.

## Histoire
La station a été inaugurée le 21 juillet 1917 dans le cadre de l’expansion finale de la ligne BMT West End de la 25e Avenue à Coney Island.
Les quais ont été agrandis dans les années 1960 pour accueillir les nouveaux trains de la division B, soit à 615 pieds (187 mètres).
Dans le cadre d'un budget d'investissement de 18 mois entré en vigueur le 1er janvier 1963, les quais en bois ont été remplacés par des quais en béton.
Dans les années 1980, cette station a été adoptée par les étudiants de l'école secondaire Lafayette dans le programme «  Adopt-a-Station  » de la New York City Transit.
Le 22 juillet 2001, la station, précédemment servie par la ligne B est servie par la ligne W et en 2004, par la ligne D.
En 2012, la station a été rénovée suite au financement de l'American Recovery and Reinvestment Act de 2009. 

## Agencement de la station
| Niveau de la plateforme | Quai latéral        | Quai latéral                                                                |
| Niveau de la plateforme | Quai direction nord | ← vers Norwood-205th Street                                                 |
| Niveau de la plateforme | Express             | → Pas de service régulier                                                   |
| Niveau de la plateforme | Quai direction sud  | vers Coney Island-Stilwell Avenue→                                          |
| Niveau de la plateforme | Quai latéral        |                                                                             |
| Mezzanine               | Mezzanine           | Vers les entrées et sorties, agent de station et machines MetroCard et OMNY |
| Rez-de-chaussée         | Niveau de la rue    | Entrée/sortie                                                               |

## Galerie

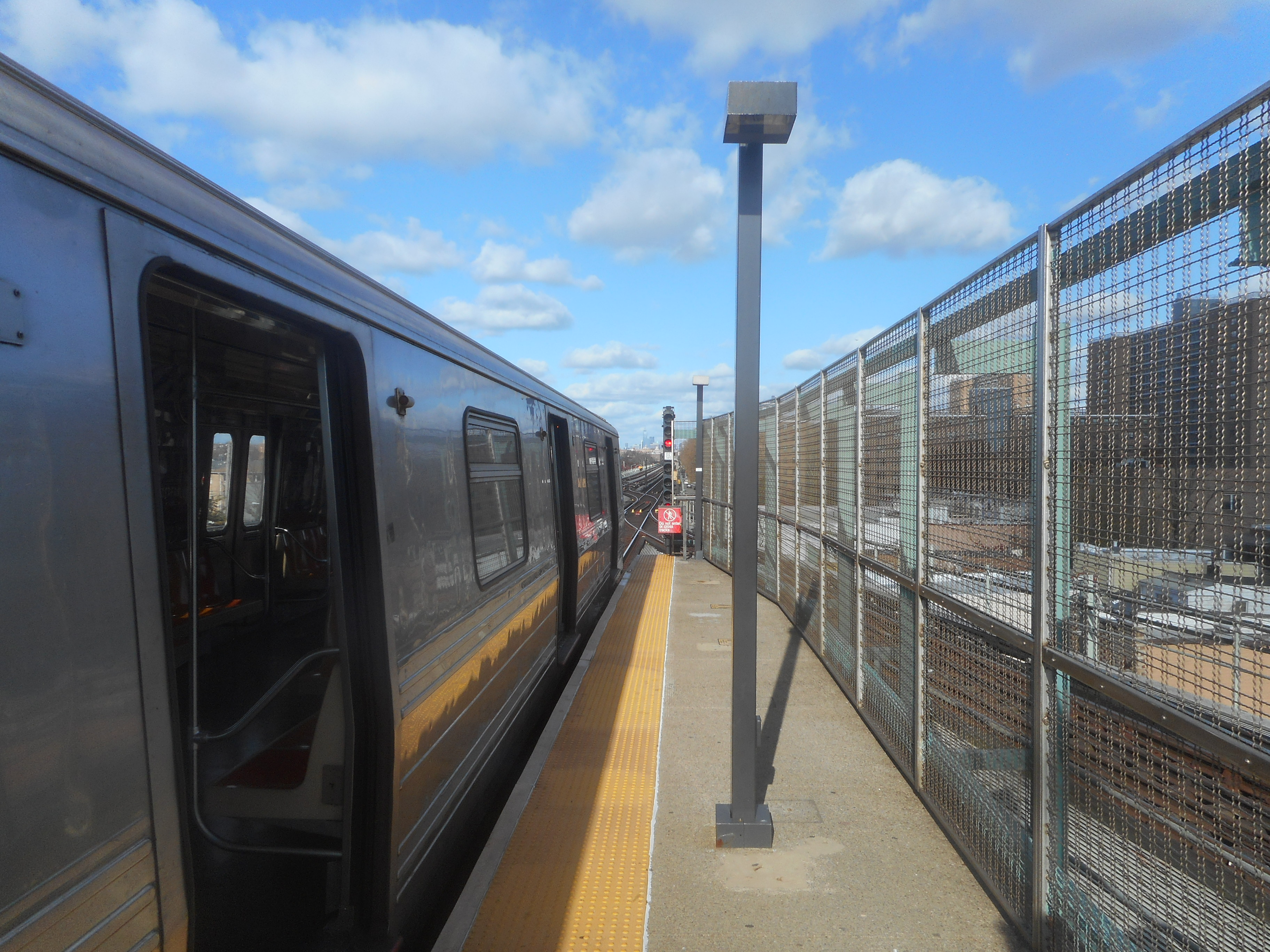
Un train R68 en attente
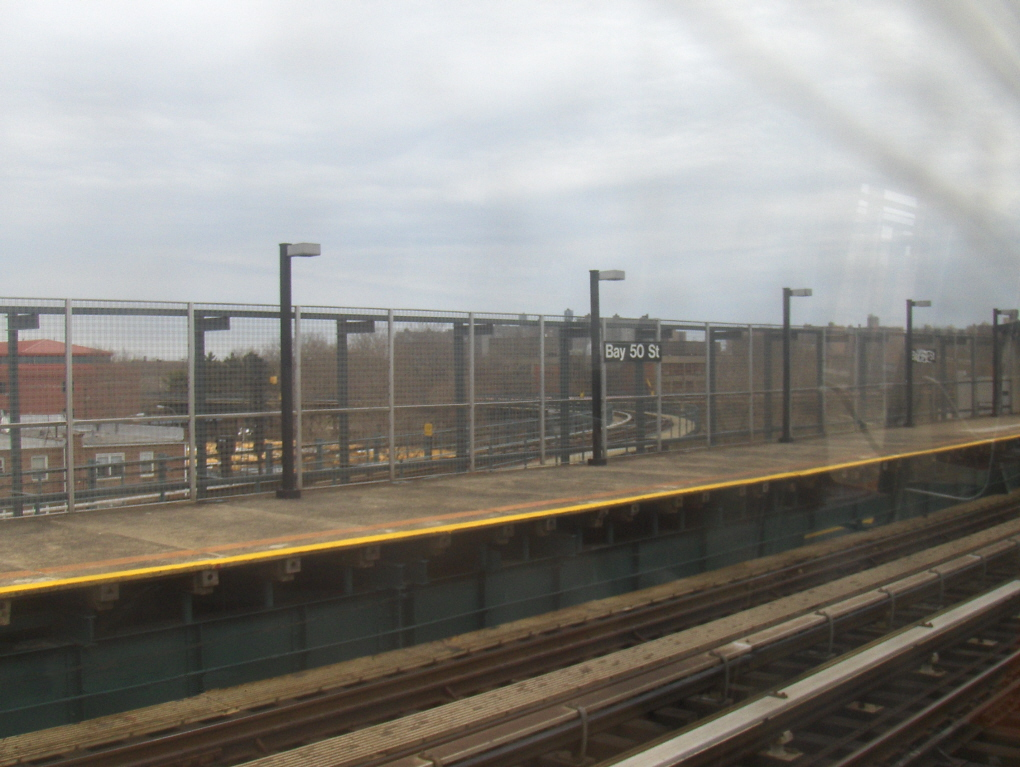
Quais de la station
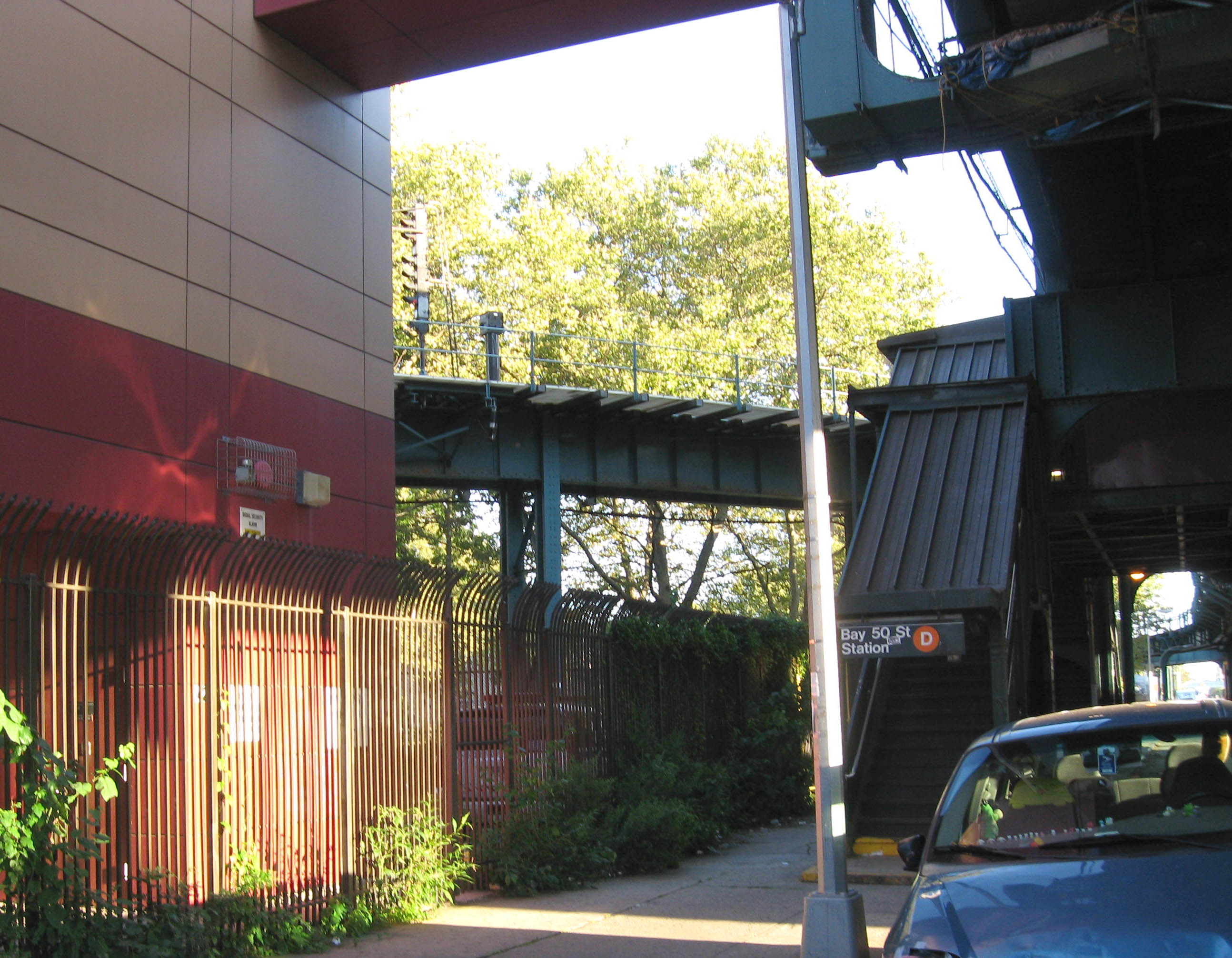
Extérieur de la station

## Dans la culture populaire
La station Bay 50th Street était le terminus de la séquence de poursuite du film The French Connection de 1971.